# Asesinato de Lola Daviet
El caso Lola Daviet es un proceso judicial francés, iniciado cuando el cuerpo de Lola Daviet, de 12 años, fue descubierto el 14 de octubre de 2022 en un baúl de viaje de plástico rígido cerca del edificio en el XIX distrito de París donde vivía con su familia. La principal sospechosa, Dahbia Benkired, fue acusada de asesinato de un menor de 15 años acompañado de tortura o actos de barbarie y de violación de un menor, ingresando en prisión preventiva el 17 de octubre.
El crimen conmocionó Francia y fue tratado por los medios de comunicación nacionales e internacionales. Políticos franceses  denunciaron que no se ejecutara la salida obligatoria del país (OQTF) que pesaba sobre la asesina. Los padres de la niña pidieron públicamente que la muerte de su hija no fuera explotada con fines políticos.

## Víctima
Lola Daviet, nacida el 18 de julio de 2010 en Béthune, estudiaba en el colegio Georges Brassens de París y tenía 12 años en el momento del crimen.
Sus padres, originarios de Fouquereuil en el departamento de Paso de Calais, ejercían como conserjes del bloque de apartamentos de doce pisos donde residían, 119 rue Manin, en el XIX Distrito de París.
La víctima era campeona nacional de aeróbic. Lola es descrita por uno de sus amigos como «muy aficionada al futbol, bastante divertida, marimacho y chulita con los chicos».

## Asesinato

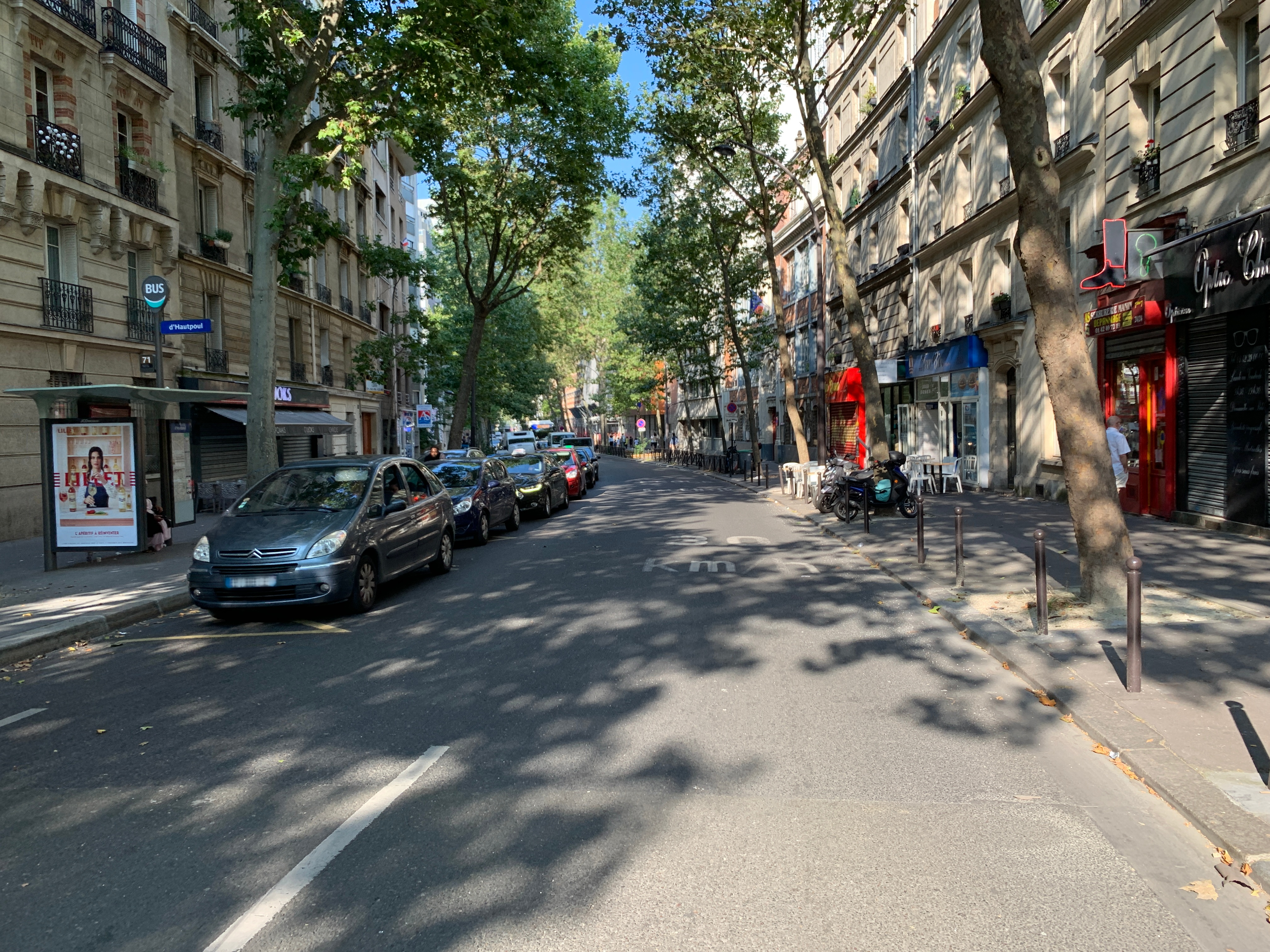
Calle Manin en el XIX Distrito de París.

El viernes 14 de octubre de 2022 poco después de las 15:00 horas, Johan Daviet se preocupó por la tardanza de su hija en regresar del colegio Georges Brassens, en el XIX distrito de París, donde estudiaba. Situado apenas a 300 m de su casa, la niña iba y volvía a pie. El padre advierte entonces a su esposa, Delphine, que fuera a denunciar la desaparición en comisaría, mientras él, tras interrogar al vecindario, visualizó las imágenes de videovigilancia del edificio, a las que tenía acceso en su calidad de conserje.
Descubrió en las imágenes que Lola entró al edificio, alrededor de las 14:20 horas, donde fue abordada por una mujer que había entrado poco antes y desaparece en su compañía. A las 18:00 horas, su madre, Delphine Daviet, publicó un mensaje de alerta de secuestro en su cuenta de Facebook, con la descripción de la ropa de su hija, una foto de ella, así como una instantánea de las imágenes de circuito cerrado de televisión, en la que se veía a la mujer abriendo y accediendo al portal del edificio.
Después de rastrear dentro del edificio, la policía encontró en el tercer sótano del bloque: cinta adhesiva y un cúter. En torno a las 23:30 horas, un sin techo informó a la policía de la presencia en la cercana calle de Hautpoul de dos maletas de viaje, colocadas junto a un baúl grande de plástico, que resultó contener un cuerpo oculto por telas, atado y acurrucado. Se trataba del cuerpo de Lola Daviet, que presentaba profundos cortes y punzadas en la garganta, al punto de estar casi decapitada, los números 0 y 1 escritos en las plantas de los pies, y la cabeza cubierta con cinta adhesiva. El hallazgo se notificó a los padres a las 2:00 horas.

## Asesina
Las imágenes de las cámaras de videovigilancia pronto identificaron a la mujer como Dahbia Benkired, que los investigadores convirtieron en la principal sospechosa. Era una indigente argelina sin trabajo ni hogar nacida el 2 de abril de 1998 en Argel, llegada al país en mayo de 2016 con una visa de estudiante pero que se encontraba desde 2019, cuando esta caducó, en situación irregular en territorio francés. No tenía antecedentes penales y la policía la conocía sólo como víctima de violencia doméstica en 2018.
Viviendo según los días con parientes y conocidos, se alojaba entonces con su hermana mayor Friha Benkired, de 26 años, que vivía en el sexto piso del edificio donde también residía Lola y su familia. Según su hermana, Dahbia padecía trastornos mentales. Mostrándose insensible a lo que sufrió Lola, la asesina declaró: «Yo también fui violada y vi morir a mis padres frente a mí». Según un familiar, que la vio diez días antes, ella «había perdido un poco la cabeza», hablaba sola y muy perturbada por la pérdida de sus padres, «se había descarriado, apostatando del Islam por el cristianismo evangélico». Aun así, un examen conductual inicial la declaró apta para permanecer bajo custodia policial.
Fue arrestada por la policía aérea y fronteriza el 21 de agosto de 2022 cuando quiso tomar un avión. Al no tener un permiso de residencia válido, la joven tenía la obligación de salir del territorio (OQTF) como máximo en treinta días por sus propios medios y cuenta, es decir, antes del 21 de septiembre.
Un hombre argelino de 43 años, Rachid Nasri, conductor de VTC, condujo a la asesina con el baúl conteniendo el cuerpo de Lola, a su apartamento ubicado a tiro de piedra de la estación de Bécon-les-Bruyères en Altos del Sena. Acusado de «ocultación de cadáver» fue puesto en libertad y puesto bajo supervisión judicial.
Amine K., de 32 años, que había alojado a su amiga Dahbia Benkired la noche posterior al asesinato y estaba entre las seis personas detenidas como parte de la investigación sobre la muerte de Lola, no fue procesada. Sin embargo, también en situación irregular, desde el final de su custodia policial, tenía la obligación de abandonar el territorio francés (OQTF), acompañada de la internación en un centro de detención administrativa en la región de París y por lo tanto, debía ser devuelta a su país de origen, Argelia.

### Deportación
Tras testificar en noviembre, su hermana mayor, Friha Benkired, fue expulsada a Argelia en diciembre de 2022.

## Instancias
Alrededor de las 17:00 horas, varias personas afirmaron haber encontrado a Dahbia Benkired, filmada por cámaras de vigilancia de establecimientos de la zona, frente a un café del barrio, arrastrando un pesado baúl consigo. «En un momento quiso cargarlo, pero vimos que pesaba, imaginamos que tenía muchas cosas adentro» declaró uno de los testigos. Otras personas aseguraron haber visto a la mujer «con comportamiento extraño caminando de un lado a otro entre la cafetería y la panadería», pidiendo ayuda para cargar el baúl, o caminando por la acera sin zapatos, solo en calcetines, gritando al teléfono móvil repetidamente «¡Él lo hizo!».

### Primeros arrestos y autopsia
Por la noche, tres personas fueron arrestadas cerca de la escena; unas horas más tarde, la principal sospechosa visible en las imágenes de las cámaras de videovigilancia, fue arrestada mientras huía en Bois-Colombes en Altos del Sena. Los investigadores pusieron bajo custodia a seis personas entre el viernes y el sábado. Dos de ellos, incluido el indigente de 42 años que había descubierto el baúl, fueron liberados el fin de semana. Las otras cuatro que todavía continuaron testificando eran la principal sospechosa, su hermana, así como dos hombres.
El sábado 15 de octubre de 2022 se realizó la autopsia del cadáver de Lola Daviet. El examen forense indicó que la niña murió por asfixia.
El lunes 17 de octubre, se abre una investigación judicial por «asesinato de un menor de 15 años, en relación con una violación cometida, de un menor de 15 años con actos de tortura y barbarie y ocultamiento de un cadáver». El mismo día, de las cuatro personas, dos fueron presentadas ante el juez de instrucción y la principal sospechosa ingresada en prisión preventiva.

### Relato de la asesina y prisión preventiva
El lunes 17 de octubre de 2022, Dahbia Benkired contó los primeros detalles a los investigadores. Dijo que atrajo a la niña del portal a casa de su hermana, en el sexto piso. Habría obligado a Lola Daviet a ducharse a la fuerza, la maniató antes de agarrarla por el pelo y forzarla a practicarle sexo oral, amordazándola luego. Procedió después a envolverle la cabeza con cinta adhesiva, por lo que la colegiala pereció asfixiada. Utilizando objetos cortantes, cúter y tijeras, apuñaló y acuchilló repetidamente el cuerpo en cuello y hombros, casi decapitándolo. Con bolígrafo rojo, le dibujó en las plantas de los pies los números 0 en una y 1 en la otra. Dahbia Benkired metió después el cadáver en un baúl de viaje antes de salir a la calle. Finalmente, llamó a un conocido que habría venido a recogerla en automóvil, para llevarla a Altos del Sena. Por la noche regresó con su hermana, dejando el baúl abandonado en el patio del edificio. El descubrimiento del cuerpo y posterior declaración de la asesina, llevaron a la creación de una unidad psicológica para ayudar a los distintos agentes que trabajaron en el caso a lidiar con el macabro asunto.
El martes 18 de octubre de 2022, luego de haber sido puesta en prisión preventiva el día anterior, Benkired fue encarcelada en aislamiento y bajo alta vigilancia, en el centro penitenciario de Fresnes, a petición de la fiscalía. Este encarcelamiento fue motivado por una preocupación «importante de reincidencia, así como de un riesgo «excepcional del orden público dada la emoción provocada por el caso».
El lunes 28 de noviembre de 2022, la perito psiquiatra que examinó a Dahbia Benkired durante su prisión preventiva presentó un informe al juez de instrucción a cargo del caso, en el que afirmó su responsabilidad penal, afirmando: que no sufría «cualquier enfermedad psiquiátrica relacionada con el autismo, la esquizofrenia o la paranoia u otras».

## Repercusiones
El crimen fue ampliamente informado en los medios de comunicación nacionales e internacionales y despertó la emoción de la población francesa en las redes sociales, lo que fue aprovechado por parte de la clase política.
La derecha (Los Républicanos) y la extrema derecha (Agrupación Nacional), en la campaña por la presidencia de sus partidos, cuestionaron al gobierno, al que acusan de laxitud en materia de inmigración, debido a la situación irregular de la asesina. El Gobierno, en particular la primera ministra Élisabeth Borne, denunció una recuperación política; Le Monde mencionó que el ejecutivo estaba avergonzado por la no ejecución de las obligaciones de salir del territorio francés (OQTF). El ministro de Justicia, Éric Dupond-Moretti, acusó a la derecha (en respuesta a la intervención del diputado Éric Pauget) de «demagogia» y afirmó que «usar el ataúd de una niña de 12 años como se usa un escalón, es una pena».
La conducta de los medios fue criticada por los padres de los alumnos del colegio de la víctima. El sitio web Detenerse en las imágenes evocó "medios difundiendo información falsa, otros acosando a colegiales al salir, hasta la indecencia, menores filmados sin autorización de BFM TV, niños que ya no quieren ir a clase por culpa de los periodistas y una nota de prensa deplorando la actitud de los medios… y que ninguno retransmite".
El asunto fue aprovechado por el partido de Éric Zemmour, Reconquista, para convocar manifestaciones «para Lola, luego lanzó una campaña en Twitter para tratar de popularizar el tema, de la misma manera que lo había hecho con la licencia de conducir durante la campaña presidencial. Como sucede en casos mediáticos desde su generalización en la década de 2010, en las redes sociales corrieron muchos rumores y noticias falsas. La extrema derecha indicó su deseo de organizar una marcha a pesar de la opinión de la familia El 20 de octubre, los periodistas fueron reprendidos durante un mitin en París organizado por el Instituto de Justicia, una asociación cercana a Éric Zemmour. En presencia de funcionarios electos del partido Reconquista o del movimiento antivacunas y de Florian Philippot, se corearon numerosas consignas de extrema derecha. Los padres a través de su abogada, Clotilde Lepetit reprocharon "cualquier uso del nombre y la imagen de su hija con fines políticos". El Ministro del Interior, Gérald Darmanin, acudió al funeral por invitación de los padres en la colegiata de Saint-Omer de Lilles, el 24 de octubre de 2022.
Una marcha blanca tuvo lugar el 16 de noviembre de 2022, a los 16:00 h, reuniendo a unas 400 personas. Los padres de Lola asistieron y la madre habló. De acuerdo con los deseos de la familia, allí no se vieron signos políticos.